# Malin Åkerman
Malin Åkerman (Estocolmo, 12 de mayo de 1978) es una actriz y cantautora sueca.

## Primeros años
Aunque nació en Suecia, con sólo dos años, su familia se fue a vivir a Canadá. A los diecisiete años ganó el concurso para ser la modelo de la empresa Ford Models en Canadá. Después de hacer de modelo, se fue a California, Estados Unidos, para trabajar en cine y televisión.

## Carrera
Interpretó un breve papel en el episodio piloto de la serie The Others y destacan sus apariciones en series de televisión como Earth: Final Conflict, Relic Hunter, con Tia Carrere, o The Comeback, serie muy popular en los Estados Unidos. En el mundo del cine debutó en The Skulls, junto con el actor canadiense Joshua Jackson, después participó en The Utopian Society con Samia Doumit y Austin Nichols y en 2006 estrenó The Visiting, donde ha trabajado con Nicole Kidman, participó en 2009 en la cinta basada en el cómic Watchmen. En 2010 participó en HappyThankYouMorePlease de Josh Radnor y en 2012 en La era del rock, como la reportera Constance Sack al lado de Tom Cruise como Stacee Jaxx.
Åkerman también es conocida por ser la cantante del grupo de indie rock Ozono, que posteriormente cambió el nombre por The Petalstones. 
En 2006 fue escogida entre las 100 mujeres más atractivas por la revista For Him Magazine.
En 2024, Malin Akerman fue la presentadora del Festival de la Canción de Eurovisión 2024 en Malmö.

## Filmografía

### Cine
| Año  | Título                                                                        | Personaje                        | Notas                        |
| ---- | ----------------------------------------------------------------------------- | -------------------------------- | ---------------------------- |
| 2000 | The Skulls                                                                    | Coed en el apartamento de Caleb  |                              |
| 2002 | The Circle                                                                    | Tess                             |                              |
| 2003 | The Utopian Society                                                           | Tanci                            |                              |
| 2004 | Harold & Kumar Go to White Castle                                             | Liane                            |                              |
| 2007 | The Invasion                                                                  | Autumn                           |                              |
| 2007 | The Brothers Solomon                                                          | Tara Anderson                    |                              |
| 2007 | The Heartbreak Kid (Matrimonio compulsivo o La mujer de mis pesadillas [Esp]) | Lila Cantrow                     |                              |
| 2007 | Heavy Petting                                                                 | Daphne                           |                              |
| 2008 | 27 Dresses (27 vestidos [Esp])                                                | Tess Nichols                     |                              |
| 2009 | Bye Bye Sally                                                                 | Sally Grimshaw                   | Corto                        |
| 2009 | Watchmen                                                                      | Laurie Jupiter / Silk Spectre II |                              |
| 2009 | The Proposal (La proposición [Esp])                                           | Gertrude                         |                              |
| 2009 | Couples Retreat (Todo incluido [Esp])                                         | Ronnie                           |                              |
| 2010 | Happy. Thank You. More. Please.                                               | Annie                            |                              |
| 2010 | The Romantics                                                                 | Tripler                          |                              |
| 2011 | Elektra Luxx                                                                  | Trixie                           |                              |
| 2011 | The Bang Bang Club                                                            | Robin Comley                     |                              |
| 2011 | Kaylien                                                                       | Mami                             | Corto                        |
| 2011 | Catch .44                                                                     | Tes                              |                              |
| 2012 | Wanderlust                                                                    | Eva                              |                              |
| 2012 | The Giant Mechanical Man                                                      | Jill                             |                              |
| 2012 | Rock of Ages (La era del rock [Esp])                                          | Constance Sack                   |                              |
| 2012 | Stolen                                                                        | Riley Jeffers                    |                              |
| 2012 | Hotel Noir                                                                    | Swedish Mary                     |                              |
| 2013 | Cottage Country                                                               | Cammie Ryan                      |                              |
| 2013 | The Numbers Station (Código de defensa [Esp])                                 | Katherine                        |                              |
| 2013 | CBGB                                                                          | Debbie Harry                     |                              |
| 2015 | I'll See You in My Dreams                                                     | Katherine Petersen               |                              |
| 2015 | The Final Girls (Las últimas supervivientes [Esp])                            | Amanda Cartwright / Nancy        |                              |
| 2015 | Unity                                                                         | Narrator                         | Voz. Documental              |
| 2016 | Misconduct                                                                    | Emily                            |                              |
| 2016 | The Ticket                                                                    | Sam                              |                              |
| 2018 | Rampage                                                                       | Claire Wyden                     |                              |
| 2019 | To the Stars                                                                  | Grace Richmond                   |                              |
| 2019 | En del av mitt hjärta                                                         | Isabella                         |                              |
| 2020 | The Sleepover                                                                 | Margot Finch                     |                              |
| 2020 | Friendsgiving                                                                 | Molly                            | También productora           |
| 2020 | Chick Fight                                                                   | Anna Wynncomb                    |                              |
| 2022 | A Week in Paradise                                                            | Maggie                           |                              |
| 2022 | Slayers                                                                       |                                  | También productora ejecutiva |

- 2006 - The Visiting ... Autumn

### Televisión
| Año        | Título                                    | Personaje                              | Notas                                                                         |
| ---------- | ----------------------------------------- | -------------------------------------- | ----------------------------------------------------------------------------- |
| 1997       | Earth: Final Conflict                     | Avatar                                 | Episodio: «Truth»                                                             |
| 2000       | The Others                                | Diane Stillman                         | Episodio: «Pilot»                                                             |
| 2000       | Relic Hunter                              | Elena                                  | Episodio: «Affaire de Coeur»                                                  |
| 2001       | Twice in a Lifetime                       | Ramona Dubois                          | Episodio: «Knockout»                                                          |
| 2001       | Doc                                       | Maddy Dodge                            | Episodio: «Face in the Mirror»                                                |
| 2001       | Witchblade                                | Karen Bronte                           | Episodio: «Conundrum»                                                         |
| 2005, 2014 | The Comeback                              | Juna Millken                           | 15 episodios                                                                  |
| 2006       | Love Monkey                               | Kira Dungen                            | Episodio: «The One That Got Away»                                             |
| 2006       | Entourage                                 | Tori                                   | 2 episodios                                                                   |
| 2010       | How I Met Your Mother                     | Movie Stella                           | Episodio: «The Wedding Bride»                                                 |
| 2010-2016  | Childrens Hospital                        | Dra. Valerie Flame / Ingrid Hagerstown | 42 episodios                                                                  |
| 2012       | Burning Love                              | Willow                                 | 8 episodios                                                                   |
| 2012, 2013 | Suburgatory                               | Alex Altman                            | 3 episodios                                                                   |
| 2013, 2014 | Newsreaders                               | Ingrid Hagerstown                      | 2 episodios                                                                   |
| 2013       | Robot Chicken                             | Black Widow / Nerd's Niece             | Voz. Episodio: «Robot Fight Accident»                                         |
| 2013-2014  | Trophy Wife                               | Kate Harrison                          | 22 episodios. También productor                                               |
| 2014       | Welcome to Sweden                         | Malin Åkerman                          | Episodio: «Breakups»                                                          |
| 2015       | Lip Sync Battle                           | Ella misma                             | Episodio: «Stephen Merchant vs. Malin Åkerman»                                |
| 2015       | Sin City Saints                           | Dusty Halford                          | 8 Episodios                                                                   |
| 2016       | Easy                                      | Lucy                                   | Episodio: «Utopia»                                                            |
| 2016       | Comedy Bang! Bang!                        | Ella misma                             | Episodio: «Malin Åkerman Wears a Black Blouse and Cropped Jeans»              |
| 2016-2019  | Billions                                  | Lara Axelrod                           | Personaje principal (T 1–3). Personaje invitado (T 4)                         |
| 2019       | Drunk History                             | Beulah Annan                           | Episodio: «Femme Fatales»                                                     |
| 2019       | Dollface                                  | Celeste                                | 5 episodios                                                                   |
| 2020       | Medical Police                            | Dra. Valerie Flame                     | 3 episodios                                                                   |
| 2020       | Soulmates                                 | Martha                                 | Episodio: «Break on Through»                                                  |
| 2024       | Festival de la Canción de Eurovisión 2024 | Presentadora                           | Presentadora del certamen, junto a Petra Mede, en las semifinales y la final. |

## Premios y nominaciones
| Año  | Otorga                   | Premio                                  | Trabajo         | Resultado |
| ---- | ------------------------ | --------------------------------------- | --------------- | --------- |
| 2009 | Golden Schmoes Awards    | Mejor T&A del Año                       | Watchmen        | Ganó      |
| 2009 | Teen Choice Awards       | Elección de Actriz de Película: Acción  | Watchmen        | Nominada  |
| 2009 | Scream Awards            | Desempeño renovación – Femenino         | Watchmen        | Nominada  |
| 2009 | Scream Awards            | Mejor superheroína                      | Watchmen        | Nominada  |
| 2010 | Saturn Awards            | Mejor Actriz de soporte                 | Watchmen        | Nominada  |
| 2015 | Fright Meter Awards      | Mejor Actriz en un Personaje de soporte | The Final Girls | Nominada  |
| 2016 | Fangoria Chainsaw Awards | Mejor Actriz de soporte                 | The Final Girls | Nominada  |